# Siosta superba
Siosta superba là một loài bướm đêm trong họ Geometridae.